# Adriana Alves
Adriana Alves (São Paulo, 12 de dezembro de 1976) é uma atriz brasileira, que iniciou sua carreira artística como modelo.

## Biografia e carreira
A atriz começou sua carreira na novela da Rede Record Turma do Gueto e após isso se transferiu para Rede Globo, onde atuou em Celebridade, Como uma Onda e Duas Caras. Mais tarde, participou dos filmes Besouro e O Último Voo do Flamingo. Em 2012, interpretou a personagem Paula Rivera em Carrossel, novela do SBT. Em 2016, a atriz substitui Thammy Miranda no quadro "Elas Querem Saber", do Programa Raul Gil. Sua participação no quadro durou pouco e ela acabou saindo.
Em 2006 a paulistana foi Rainha de bateria da Unidos de Vila Maria, escola de samba da cidade de São Paulo. Em 2007 e 2008 foi madrinha de bateria da escola de samba Pérola Negra.

### Vida pessoal
Adriana é casada desde 2010 com o chef de cozinha francês Olivier Anquier, com quem mantém um relacionamento amoroso desde novembro de 2007. Em 3 de janeiro de 2017 nasceu, de parto normal, em São Paulo, a filha do casal: Olívia Anquier.

## Filmografia

### Televisão
| Ano       | Título                        | Personagem                       | Notas                                       |
| --------- | ----------------------------- | -------------------------------- | ------------------------------------------- |
| 2002      | Turma do Gueto                | Pâmela                           |                                             |
| 2003      | Celebridade                   | Palmira                          | Troféu Raça Negra de Melhor Atriz Revelação |
| 2004      | Nina e Nuno                   | Sônia                            |                                             |
| 2005      | Como uma Onda                 | Darcy                            |                                             |
| 2007      | Duas Caras                    | Condessa de Morena Finzi-Contini |                                             |
| 2012–2013 | Carrossel                     | Paula Rivera                     |                                             |
| 2016      | Programa Raul Gil             | Ela mesma                        | Quadro: "Elas Querem Saber"                 |
| 2023      | A Infância de Romeu e Julieta | Adelaide                         |                                             |

### Cinema
| Ano  | Título                   | Personagem      |
| ---- | ------------------------ | --------------- |
| 2009 | Besouro                  | Oxum            |
| 2010 | O Último Voo do Flamingo | Ana Deusqueira  |
| 2011 | As Doze Estrelas         | Walkíria Passos |

## Prêmios e indicações
| Ano  | Associações            | Categoria                   | Nomeações   | Resultado |
| ---- | ---------------------- | --------------------------- | ----------- | --------- |
| 2004 | Troféu Top of Business | Atriz Destaque em Televisão | Celebridade | Venceu    |